# Ginette Acevedo

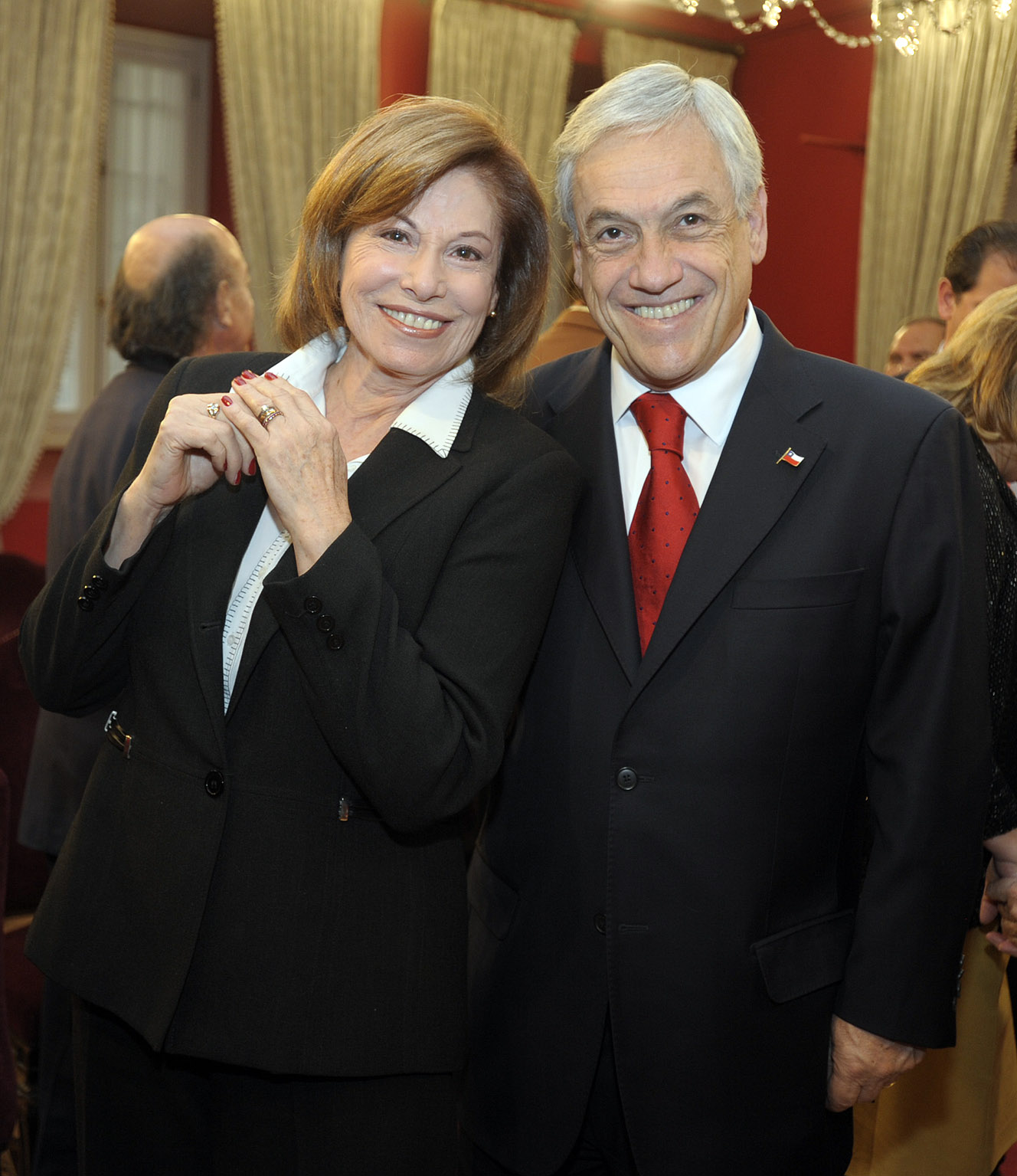
Ginette Acevedo 2012 mit dem chilenischen Staatspräsidenten Piñera

Ginette Acevedo (* 15. April 1942 in San Fernando) ist eine chilenische Sängerin.

## Leben
Acevedo debütierte achtzehnjährig in der Sendung La revista postal telegráfica von Radio Minería mit Balladen von Connie Francis und Brenda Lee. Der Produzent Camilo Fernandez erkannte ihre Begabung für südamerikanische Folklore nach dem Vorbild von Ramona Galarza. 1963 erschien ihre erste Single mit der Guarania No quiero ser, die neun Monate lang in den Top-Charts der Radiosender
blieb.
Neben weiteren Singles wie La canción del Jangadero (von Jaime Dávalos und Eduardo Falú), Puente Pexoa, Collar de caracolas und Anahí erschien 1963 auch ihre erste LP La voz de la ternura mit dem Gitarristen Óscar Arriagada. 1964 trat sie in Argentinien beim Songfestival von Viña del Mar mit Ricardo Jaras Está de más auf. Nach der Heirat mit dem Produzenten Luciano Galleguillos ließ sie sich 1964 in Buenos Aires nieder.
Acevedo fand bald Anerkennung in Argentinien. 1967 spielte sie in den Musikfilmen Pichones de hombre und Chao, amor mit und trat in den Fernsehsendungen Telemúsica von Raúl Matas, Argentina canta y baila mit Atahualpa Yupanqui, Eduardo Falú und den Los Fronterizos und Domingo 67 auf.
Große Erfolge hatte Acevedo mit Titeln wie Gaviota und Poema 20, der Vertonung eines Gedichtes Pablo Nerudas von Ramón Ayala. Nach ihrer Trennung von Galleguillos kehrte sie Mitte der 1970er Jahre nach Chile zurück in der Absicht, sich von der Bühne zurückzuziehen. Auf Anregung von Palmenia Pizarro nahm sie bei Philips den Titel La torcacita auf, den Óscar Cáceres und Luis Barragán für sie komponiert hatten. Sie sang ihn auch beim Festival de Viña 1971, und er war einer ihrer größten Erfolge.
1977 trat sie in Gonzalo Bertráns Fernsehsendung Esta noche fiesta bei Canal 13 auf, es folgten weitere Fernsehauftritte in den 1980er Jahren. 1979 erschien ihr Album Mujeres de Chile mit Kompositionen von Willy Bascuñán, 1985 Boleros. Homenaje a Lucho Gatica und 2000 Mis raíces mit Arrangements von Juan Carlos Duque. 2003 gab sie zum vierzigsten Jahrestag des
Erscheinens ihrer ersten Single ein Konzert am Teatro Providencia in Santiago.